# 부라더 (2017년 영화)
"부라더"는 2017년에 개봉한 대한민국의 영화로 창작 뮤지컬 "형제는 용감했다"를 바탕으로 하는 영화이다.

## 줄거리
인디아나 존스를 꿈꾸며 유물발굴에 전 재산을 올인하지만 현실은 늘어나는 빚과 쓸모 없는 장비뿐인 형 석봉(마동석)과 가문을 대표하는 눈부신 외모와 명석한 두뇌로 잘 나가는 건설 회사에 다니지만 순간의 실수로 실직 위기에 처한 동생 주봉(이동휘) 형제가 사고로 오로라(이하늬)를 치게 된 후 발생하는 코미디

## 캐스팅

### 주연
- 마동석 : 이석봉 역
- 이동휘 : 이주봉 역
- 이하늬 : 오로라 / 젊은 순례 역

### 조연
- 송영창 : 당숙 역
- 조우진 : 이미봉 역
- 송상은 : 미봉 처 역
- 정재진 : 재종조 역
- 허성태 : 스님 / 형배 역
- 이지하 : 당숙 모 역
- 채동현 : 법정 역

### 단역
- 정순원 : 고 팀장 역
- 송원수 : 이성덕 옹 역
- 김지한 : 이만덕 옹 역
- 박종국 : 이순덕 옹 / 유림 1 역
- 권영만 : 유림 2 역
- 정금태 : 유림 3 역
- 엄정미 : 여자 1 역
- 김미숙 : 여자 2 역
- 이순정 : 여자 3 역
- 이설자 : 여자 4 역
- 한명순 : 여자 5 역
- 최금지 : 이재연 할머니 역
- 손영순 : 버럭 할머니 역
- 윤태희 : 젊은 할머니 역
- 김종호 : 이범구 옹 역
- 강희중 : 이완고 옹 역
- 신신범 : 이귀얄 옹 역
- 박정표 : 박씨 역
- 안세호 : 안씨 역
- 한국진 : 신씨 역
- 이봉련 : 8촌종수 역
- 신재열 : 신입경찰 역
- 권민준 : 어린 석봉 역
- 권민재 : 어린 주봉 역
- 김지용 : 진오라 역
- 김보승 : 안동 퀵 역
- 강지혜 : 선생님 역
- 김민서 : 초딩 1 역
- 유지호 : 초딩 2 역
- 유아라 : 여고생 역
- 김민수 : 군인 / 운구청년들 역
- 이은비 : 오로라 대역 1 역
- 정한솔 : 오로라 대역 2 역
- 김미진 : 오로라 대역 3 역
- 김근영 : 순례 대역 역
- 김지유 : 초등학생들 역
- 이우현 : 초등학생들 역
- 우지민 : 초등학생들 역
- 황인주 : 초등학생들 역
- 신은영 : 초등학생들 역
- 이서율 : 초등학생들 / 과거 아이들 역
- 최요원 : 초등학생들 역
- 석지헌 : 초등학생들 역
- 이하은 : 초등학생들 역
- 정동규 : 초등학생들 역
- 김루미 : 초등학생들 역
- 강필립 : 초등학생들 역
- 문정현 : 초등학생들 역
- 유호승 : 초등학생들 역
- 김명진 : 과거 아이들 역
- 김민진 : 과거 아이들 역
- 이채린 : 과거 아이들 역
- 손대희 : 회사직원들 역
- 심형석 : 회사직원들 역
- 김형욱 : 회사직원들 역
- 윤겸 : 회사직원들 역
- 이영민 : 회사직원들 역
- 손형준 : 회사직원들 역
- 김광일 : 회사직원들 역
- 선인호 : 회사직원들 역
- 조주한 : 회사직원들 역
- 유성재 : 회사직원들 역
- 강성욱 : 회사직원들 역
- 노지연 : 회사직원들 역
- 강혜리 : 회사직원들 역
- 이성은 : 학원학생들 역
- 이휘웅 : 학원학생들 역
- 박수민 : 학원학생들 역
- 윤재필 : 학원학생들 역
- 원승재 : 학원학생들 역
- 민경석 : 학원학생들 역
- 류석호 : 학원학생들 역
- 장샘이 : 학원학생들 역
- 이민석 : 구청직원들 역
- 황종환 : 구청직원들 역
- 박미혜 : 구청직원들 역
- 이수민 : 구청직원들 역
- 박영미 : 구청직원들 역
- 이겨레 : 구청직원들 역
- 김은주 : 구청직원들 역
- 문경선 : 구청직원들 역
- 이재민 : 운구청년들 역
- 김영식 : 운구청년들 역
- 류정수 : 운구청년들 역
- 안승주 : 운구청년들 역
- 석정호 : 운구청년들 역
- 안백승 : 기자들 역
- 배준수 : 기자들 역
- 이은정 : 기자들 역
- 채지혜 : 기자들 역

### 우정출연
- 지창욱 : 젊은 이춘배 역
- 오만석 : 오 대표 역
- 김강현 : 한지 역
- 서현철 : 노암종손 역
- 최지호 : 파견경찰 역
- 전무송 : 이춘배 역
- 성병숙 : 순례 역
- 서예지 : 사라 역